# Мельник Віктор Іванович (біолог)
Мельник Віктор Іванович — український ботанік.

## Біографія
Народився 3 червня 1956 року у с. Переменці Костопільського району Рівненської області.
У 1973 році розпочав навчання у Київському педагогічному інституті імені О. М. Горького (Національний педагогічний університет імені М. П. Драгоманова).
У 1980 році вступив до аспірантури Інституту ботаніки імені М. Г. Холодного НАН України, науковий керівник доктор біологічних наук В. К. Мякушко. У 1981—1983 роках перебував на військовій службі. У 1983 року продовжив навчання в аспірантурі Національному ботанічному саду імені Миколи Гришка НАН України.
З 10 грудня 1991 р. Мельник В. І. працює завідувачем відділу природної флори у Національному ботанічному саду імені Миколи Гришка НАН України.

## Наукова діяльність
Починаючи з шкільних років Віктор Іванович здійснював детальні спостереження за рідкісними рослинами. Сфера його наукових інтересів охоплює фітогеографію, фітосозологію, інтродукцію рідкісних видів природної флори. Тема кандидатської дисертації «Ялина європейська (Picea abies (L.) Karst.) в автохтонних місцезростаннях Українського Полісся (еколого-ценотичні особливості та наукові основи охорони)», яка була успішно захищена у 1987 році. Він виявив детальні хорологічні й еколого-ценотичні закономірності поширення ялини європейської на Поліссі та з'ясував причину її острівної локалізації
У 1997 році В. І. Мельник захистив докторську дисертацію за темою «Рідкісні і зникаючі види рослин рівнинних лісів України (географія, еколого-ценотичний аналіз, структура популяцій, охорона)».
Дослідження Віктора Івановича Мельника охоплюють комплексне монографічне вивчення рідкісних видів рослин флори України Betula humilis, Cladium mariscus, Liparis loeselii, Adonis vernalis, Adonis wolgensis, Bulbocodium versicolor, Galanthus nivalis, Galanthus plicatus, Galanthus elwesii, Erythronium dens-canis, Fritillaria meleagris, Leucojum vernum, Astragalus dasyanthus, Carlina onopordifolia, Paeonia tenuifolia, а також реліктових, погранично-ареальних, диз'юнктивно-ареальних, ендемічних видів рослин Aconitum lasiocarpum, Daphne cneorum, Daphne sophia, Euonymus nana, Goodyera repens, Hypericum humifusum, Staphylea pinnata та ін.
Протягом 1993‑2016 років В. І. Мельник підготував 22 кандидати біологічних наук. Школа професора Мельника поєднує охорону рідкісних видів ex situ та in situ, приділяє значну увагу розробці прийомів розмноження і культивування рідкісних рослин в культурі.

## Міжнародна співпраця з проблем охорони біорізноманіття
В. І. Мельник —  член міжнародної організації Planta Europa, Комісії з виживання видів Міжнародного союзу охорони природи, експерт Бернської конвенції з охорони європейської фауни, флори, та природних місць перебування. Віктор Іванович брав активну участь у роботі двох ботанічних конгресів у Сент-Луїсі (США, 1999 р.) та Відні (Австрія, 2005 р.), численних міжнародних конференцій Planta Europa, конференцій циклу "Ліси Євразії" в Росії, Білорусі, Польщі. За активну співпрацю з арборетумом в Болестрашичах у 1991 р. нагороджений медаллю імені В. Шафера Польської академії наук. З 2010 р. В.І. Мельник працює в експертній групі Міжнародного союзу охорони природи  по створенню Червоної книги Європи.

## Нагороди
В. І. Мельник нагороджений Почесним званням Заслужений природоохоронець України та Грамотою Верховної Ради України. Віктор Іванович — учасник Всеукраїнської програми «Україна, Європа, Світ — золотий фонд нації». В травні 2017 р. В. І. Мельник отримав Срібну Медаль Silver Leaf Award of Planta Europa Network.